# Wilkiea macooraia
Wilkiea macooraia là một loài thực vật có hoa trong họ Monimiaceae. Loài này được (F.M. Bailey) Perkins miêu tả khoa học đầu tiên năm 1911.